# Pseudepipona multicolor
Pseudepipona multicolor är en stekelart som först beskrevs av Henri Saussure.  Pseudepipona multicolor ingår i släktet Pseudepipona och familjen Eumenidae.

## Underarter
Arten delas in i följande underarter:
- P. m. pallidior
- P. m. dhufariensis